# Jerzy Pac (żołnierz)
Jerzy Pac (ur. 12 czerwca 1925 w Warszawie, zm. 17 kwietnia 1945 w okolicy Neusorge) – chorąży, uczestnik II wojny światowej w szeregach Wojska Polskiego. Kawaler orderu Virtuti Militari.
Syn Stanisława Paca, młynarza. Edukację zakończył, jako absolwent  liceum ogólnokształcącego w Warszawie. Po dotarciu do stolicy oddziałów ludowego Wojska Polskiego, 14 listopada 1944 roku wstąpił jako ochotnik w jego szeregi. Ponieważ był maturzystą został wysłany do szkoły oficerskiej przy 2 Armii Wojska Polskiego.
W dniu 28 stycznia 1945 roku, dowodząc plutonem w 33 pp wziął udział w działaniach bojowych prowadzonych przeciw armii niemieckiej w czasie operacji wiślańsko-odrzańskiej. Szlak bojowy zakończył na terytorium III Rzeszy, w czasie walk pod Neusorge.  

## Ordery i odznaczenia
- Virtuti Militari V klasy (pośmiertnie)[1]